# Struktura matematyczna
Struktura matematyczna – pojęcie fundamentalne dla matematyki, definiowane jednak w rozmaity sposób, zależnie od teorii i kontekstu. Najczęściej mówi się o strukturze na danym zbiorze X, który zwany jest nośnikiem lub podkładem tej struktury. Rozpatruje się też struktury matematyczne w ramach teorii modeli.
Wyróżnić można następujące typy struktur matematycznych:
- Struktury algebraiczne, zawierające tylko symbole funkcji i stałych (bez relacji innych niż funkcje), rozpatrywane też w ramach algebry uniwersalnej. Struktury takie zwykle rozumie się jako abstrakcyjne działania na danym zbiorze[1]. Można to objaśnić na przykładzie struktury grupy na zbiorze G. Tutaj strukturą jest działanie grupowe {\displaystyle G\times G\to G,} interpretowane jako podzbiór zbioru {\displaystyle (G\times G)\times G,} spełniające aksjomaty grupy. Zbiór G jest nośnikiem tej struktury, ale sam ten zbiór nie jest grupą; grupą jest ten zbiór wraz z działaniem grupowym. Można też jako strukturę grupy na zbiorze G przyjąć uporządkowaną trójkę: dwuargumentowe działanie grupowe, jednoargumentowe działanie {\displaystyle G\to G} brania elementu odwrotnego {\displaystyle x\to x^{-1}} oraz element neutralny e, traktowany jako działanie zeroargumentowe, czyli jako funkcja stała {\displaystyle \{\emptyset \}\to G} ze zbioru jednoelementowego {\displaystyle \{\emptyset \},} przyporządkowująca jedynemu elementowi {\displaystyle \emptyset } element e[a]. Ważną klasę struktur algebraicznych stanowią te, które są zdefiniowane równościowo, tzn. za pomocą skończonej lub nieskończonej liczby aksjomatów mających postać równości, bez kwantyfikatora szczegółowego {\displaystyle \exists }[2]. Strukturami algebraicznymi równościowo definiowalnymi są m.in.: struktura grupy (bierze się wtedy nie jedno działanie, lecz wymienione wyżej trzy, a aksjomaty zapisuje się w postaci równości), struktura grupy abelowej, struktura ciała, struktura pierścienia, struktura kraty.
- Struktury porządkowe, tworzone przez relacje uporządkowania, takie jak częściowy porządek. Jeśli {\displaystyle (X,\leqslant )} jest zbiorem częściowo uporządkowanym, to relacja {\displaystyle \leqslant } (jako podzbiór zbioru {\displaystyle X\times X}) jest strukturą, a X jest nośnikiem tej struktury. Struktura kraty może być również uważana za strukturę porządkową {\displaystyle (X,\leqslant ),} w której każda para x,y ma kres dolny inf(x,y) i kres górny sup(x,y).
- Struktury topologiczne, których typowym przykładem jest przestrzeń topologiczna, tzn. zbiór X, na których strukturą jest topologia określona jako rodzina zbiorów otwartych w X. Do struktur topologicznych należy też struktura przestrzeni jednostajnej[3].
- Struktury mieszane. Są one dwojakiego rodzaju. 1) Struktury będące połączeniem co najmniej dwóch z powyższych rodzajów struktur, np. grupa topologiczna, ciało uporządkowane. Istotne tu jest to, że wszystkie elementy danej struktury na zbiorze X są utworzone z elementów tego zbioru (a także z jego podzbiorów itd.) z użyciem skończonej lub nieskończonej liczby konstrukcji w języku teorii mnogości. 2) Struktury, w których występują elementy nie dające się utworzyć w taki sposób, tzn. elementy spoza uniwersum generowanego przez X. Przykładami są tu: struktura przestrzeni metrycznej na X, w której pojawia się zbiór liczb rzeczywistych {\displaystyle \mathbb {R} ,} struktura przestrzeni liniowej nad ciałem {\displaystyle \mathbb {C} ,} struktura przestrzeni liniowo-topologicznej, struktura modułu nad pierścieniem R, struktura algebry nad ciałem K.

Rygorystyczną definicję struktury, rodzaju struktury i izomorfizmu struktur podał Bourbaki. Definicja ta jednak, zawiła i długa (łącznie kilka stron), okazała się nieprzydatna i sam Bourbaki nie korzysta z niej później w dalszej części swego dzieła. Stosując tę definicję, nie można np. w ogólny sposób rozstrzygnąć, czy dwie różne definicje dają tę samą w istocie strukturę, np. czy definicja topologii na zbiorze X jako rodziny zbiorów otwartych spełniających zwykłe aksjomaty daje w istocie tę samą strukturę co operacja domknięcia Kuratowskiego (równoważności tej dowodzi się w kursie topologii, ale nie widać, jak miałaby to wynikać z analizy samego typu definicji tych struktur).